# Hyposidra
Hyposidra is een geslacht van vlinders van de familie spanners (Geometridae), uit de onderfamilie Ennominae.

## Soorten
- H. afflictaria Walker, 1866
- H. albifera Moore, 1879
- H. apicifulva Warren, 1907
- H. apioleuca Prout, 1916
- H. aquilaria Walker, 1862
- H. castaneorufa Rothschild, 1915
- H. excavata Herbulot, 1954
- H. gracilis Herbulot, 1979
- H. incomptaria Walker, 1866
- H. infixaria Walker, 1860
- H. janiaria Guenée, 1858
- H. leucomela Walker, 1866
- H. murina Swinhoe, 1891
- H. neglecta Carcasson, 1964
- H. nivitacta Warren, 1897
- H. picaria Walker, 1866
- H. plagosa Rothschild, 1915
- H. polia Hampson, 1896
- H. rauca Warren, 1905
- H. salebrata Prout, 1937
- H. talaca Walker, 1860
- H. unimacula Warren, 1897
- H. violascens Hampson, 1895